# Terebratella mayi
Terebratella mayi är en armfotingsart som beskrevs av Blochmann 1914. Terebratella mayi ingår i släktet Terebratella och familjen Terebratellidae. Inga underarter finns listade i Catalogue of Life.